# Zonnestroom

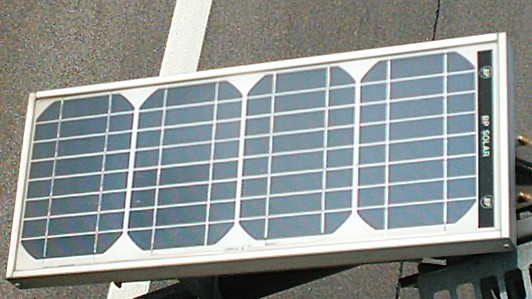
Zonnepaneel om zonnestroom op te wekken

Zonnestroom is elektrische stroom die door middel van zonnepanelen met fotovoltaïsche cellen (ook wel PV-cellen genoemd) uit de elektromagnetische stralingsenergie van de zon wordt opgewekt.

## Geschiedenis
Al in de 19e eeuw werd gedacht aan zonnestroom, voor de tijd dat de winbare voorraden steenkool zouden zijn uitgeput. Zo demonstreerden Mouchot en Pifre op de Wereldtentoonstelling van 1878 een "zonnemachine", waarmee ze een koelinstallatie voedden en zo zonnewarmte omzetten in ijsblokjes. Door de vondst van aardolie verdween echter de belangstelling voor hun vinding.

Zonnestroom werd opnieuw in satellieten gebruikt, omdat die niet voldoende brandstof konden meenemen voor hun verre reis. De eerste satelliet die zonnecellen voor de opwekking van elektriciteit gebruikte, de Vanguard 1, werd in 1958 gelanceerd. Nu wordt het toegepast op daken van individuen en organisaties, en ook voor industriële opwekking van energie in zonneparken.

## In Nederland
Alhoewel zonnestroom vooralsnog een bescheiden rol speelt in de Nederlandse elektriciteitsproductie, is dat aandeel groeiende. Volgens het CBS was het totale opgestelde vermogen eind 2012 344 miljoen Wattpiek (MWp). Volgens de cijfers van SolarPower Europe bedroeg het totale opgestelde vermogen in Nederland in 2012 244 MWp. Uitgaande van de cijfers van het CBS schat de Stichting Monitoring Zonnestroom in dat hiermee werd voorzien in 0,23% procent van het totale Nederlandse elektriciteitsverbruik. In 2013 verdubbelde het opgestelde vermogen tot 722 MWp. In 2024 is dit gestegen tot 24,4 GWp.

## In België
Er is een grote oppervlakte beschikbaar op gunstig gerichte daken en gevels van gebouwen om zonnepanelen op te installeren, waardoor zonnestroom voor een aanzienlijk deel van het totale elektriciteitsverbruik kan instaan. Als alle gunstige oppervlakken op gebouwen gebruikt worden, kan in theorie tot 30% van het Belgische jaarverbruik met zonnepanelen geproduceerd worden.
In Vlaanderen werd in 2011 in totaal voor bijna 1 miljard kWh elektriciteit uit zonlicht geproduceerd met fotovoltaïsche zonnepanelen; er werden 985961 groenstroomcertificaten voor PV toegekend door de Vlaamse energieregulator VREG. Dit is een verdubbeling tegenover de situatie het jaar voordien (488 563 GSC in 2010) en het dertigvoudige van de situatie in 2008 (33 621 certificaten).

## Geïnstalleerd vermogen in enkele landen en de EU
| Cumulatief Geïnstalleerd vermogen in 2012       | België | Nederland | Duitsland | EU 27 |
| ----------------------------------------------- | ------ | --------- | --------- | ----- |
| Totaal geïnstalleerd vermogen in MWp            | 2650   | 266       | 32411     | 69100 |
| Totaal geïnstalleerd vermogen in Wp per inwoner | 241    | 16        | 398       | 138   |

Uit deze statistiek blijkt dat het aandeel zonnestroom in de totale elektriciteitsproductie in België en Nederland nog een behoorlijk groeipotentieel heeft, zeker in vergelijking met de naburige koploper Duitsland.